# Tatenda Mkuruva
Tatenda Mkuruva (Harare, 1 de abril de 1996) é um futebolista profissional zimbabuano que atua como goleiro. Atualmente defende Michigan Stars FC da National Independent Soccer Association.

## Carreira
Tatenda Mkuruva representou o elenco da Seleção Zimbabuense de Futebol no Campeonato Africano das Nações de 2017.